# Izabela Dylewska
Izabela Dylewska-Światowiak (ur. 16 marca 1968 w Nowym Dworze Mazowieckim) – polska zawodniczka uprawiająca kajakarstwo, dwukrotna brązowa medalistka igrzysk olimpijskich, medalistka mistrzostw świata i Europy, trenerka.
W trakcie kariery sportowej reprezentowała kluby: Świt Nowy Dwór Mazowiecki (w latach 1980–1989), Posnania Poznań (1990–1998), a jej trenerem był Olgierd Światowiak, z którym pozostawała także w związku małżeńskim. Absolwentka Akademii Wychowania Fizycznego w Poznaniu (1994).

## Kariera sportowa

### Igrzyska Olimpijskie
Trzykrotnie brała udział w igrzyskach olimpijskich:
- w Seulu (1988), podczas których zdobyła brązowy medal w konkurencji K-1 na dystansie 500 metrów,
- w Barcelonie (1992), podczas których wystartowała w konkurencji K-1 na dystansie 500 metrów, zdobywając brązowy medal oraz w konkurencji K-2 na dystansie 500 metrów (partnerką była Elżbieta Urbańczyk), zajmując 6. miejsce,
- w Atlancie (1996), podczas których wystartowała w konkurencji K-2 na dystansie 500 metrów (partnerką była Elżbieta Urbańczyk), zajmując 7. miejsce.

### Mistrzostwa świata
Swój pierwszy medal na mistrzostwach świata zdobyła w Duisburgu w 1987 – srebrny w konkurencji K-1 na dystansie 500 metrów. Na kolejnych mistrzostwach w Płowdiwie w 1989 zdobyła dwa srebrne medale w konkurencji K-1 na dystansie 500 i 5000 metrów. W 1990 została po zawodach w Sewilli zdyskwalifikowana na dwa lata za stosowanie dopingu i nie wystartowała na mistrzostwach świata w Poznaniu.
Kolejne medale na mistrzostwach wywalczyła w konkurencji K-2 (partnerką była Elżbieta Urbańczyk) w Duisburgu (1995) – srebrny na dystansie 500 metrów oraz w Dartmouth (1997) – srebrny na dystansie 200 metrów i brązowy na dystansie 1000 metrów.

### Mistrzostwa Europy
Dwukrotna złota medalistka mistrzostw Europy w Płowdiwie w 1997 w konkurencji K-2 na dystansie 200 metrów i 1000 metrów (partnerką była Elżbieta Urbańczyk).

### Uniwersjada
W 1987 zdobyła złoty medal na Uniwersjadzie w konkurencji K-1 na dystansie 500 metrów oraz brązowy w konkurencji K-4 500 m.

### Mistrzostwa Polski
36-krotna mistrzyni Polski w konkurencji:
- K-1 na dystansie 200 m w latach 1995, 1997,
- K-1 na dystansie 500 m w latach 1984, 1985, 1986, 1987, 1988, 1989, 1992, 1993, 1995, 1996
- K-1 na dystansie 1000 m w latach 1984, 1985, 1997,
- K-1 na dystansie 5000 m w latach 1986, 1993, 1995
- K-2 na dystansie 500 m w latach 1987 (z Jolantą Kizińczak), 1988 (z Beatą Brzezińską), 1992 (z Elżbietą Urbańczyk), 1995 (z Elżbietą Urbańczyk), 1996 (z Elżbietą Urbańczyk), 1997 (z Elżbietą Urbańczyk),
- K-2 na dystansie 1000 m w roku 1997 (z Elżbietą Urbańczyk),
- K-2 na dystansie 5000 m w roku 1988 (z Anną Sitnik), 1997 (z Elżbietą Urbańczyk),
- K-4 na dystansie 200 m w roku 1995 (z Elżbietą Urbańczyk, Kingą Gregorowicz i Agatą Piszcz), 1996 (z Elżbietą Urbańczyk, Kingą Gregorowicz i Karoliną Słotą), 1997 (razem z Elżbietą Urbańczyk, Karoliną Słotą i Kingą Gregorowicz),
- K-4 na dystansie 500 m w roku 1987 (z Heleną Rutkowską, Jolantą Kizińczak i Anną Pawluk), 1989 (z Jolantą Kizińczak, Elżbietą Urbańczyk i Beatą Brzezińską), 1992 (z Elżbieta Urbańczyk, Iwoną Pyżalską i Agatą Piszcz), 1993 (z Elżbietą Urbańczyk, Barbarą Hajcel i Karoliną Słotą), 1995 (z Elżbietą Urbańczyk, Karoliną Słotą i Agatą Piszcz), 1996 (z Elżbietą Urbańczyk, Agnieszką Roszak i Agatą Piszcz).

### Wyróżnienia
Czterokrotnie znalazła się w 10 najlepszych sportowców w Plebiscycie Przeglądu Sportowego: 1987 – 9. miejsce, 1988 – 10. miejsce, 1989 – 4. miejsce, 1992 – 8. miejsce. Wygrała też razem z Elżbietą Urbańczyk Plebiscyt na najlepszego sportowca Wielkopolski w 1997. Odznaczona Krzyżem Kawalerskim Orderu Odrodzenia Polski (1997), Złotym i Srebrnym Krzyżem Zasługi.

## Działalność polityczna
W latach 2002–2006 była radną sejmiku województwa wielkopolskiego z ramienia Sojuszu Lewicy Demokratycznej. Bez powodzenia kandydowała z ramienia tej partii do Sejmu w 2005 i 2011, a w 2010 i 2014 ponownie do sejmiku województwa. Bezpartyjna.